# Holy Grail
"Holy Grail" é uma canção do rapper estadunidense Jay Z lançada em seu décimo segundo álbum de estúdio Magna Carta Holy Grail.A faixa conta com a participação de Justin Timberlake, e foi lançada como primeiro single do álbum.
"Holy Grail" ganhou o Grammy de Melhor Colaboração Rap/Sung. Em 2014, Billboard elegeu a faixa como vigésima quinta musica de rap de todos os tempos.

## Prêmios e indicações
| Ano  | Ceremonia               | Premio                             | Resultado |
| ---- | ----------------------- | ---------------------------------- | --------- |
| 2014 | Grammy Awards (56th)    | Melhor rap/colaboração             | Venceu    |
| 2014 | Grammy Awards (56th)    | Melhor canção de rap               | Nomeado   |
| 2014 | BET Awards 2014         | Melhor colaboração                 | Nomeado   |
| 2014 | 2014 BET Hip Hop Awards | Melhor colaboração, dupla ou grupo | Pendente  |

## Desempenho nas paradas
| Paradas (2013)                                 | Melhor posição |
| ---------------------------------------------- | -------------- |
| Austrália (ARIA)                               | 42             |
| Bélgica (Ultratop 50 de Flandres)              | 26             |
| Bélgica (Ultratop 50 da Valônia)               | 28             |
| Canadá (Canadian Hot 100)                      | 13             |
| Dinamarca (Hitlisten)                          | 11             |
| França (SNEP)                                  | 40             |
| O campo songid é OBRIGATÓRIO PARA PARADA ALEMÃ | 24             |
| Irlanda (IRMA)                                 | 53             |
| Líbano (The Official Lebanese Top 20)          | 6              |
| Países Baixos (Single Top 100)                 | 83             |
| Nova Zelândia (Recorded Music NZ)              | 18             |
| Noruega (VG-lista)                             | 11             |
| Escócia (Scottish Singles Chart)               | 10             |
| Eslováquia (Rádio Top 100)                     | 68             |
| Coreia do Sul (GAON)                           | 1              |
| Suécia (Sverigetopplistan)                     | 15             |
| Suíça (Schweizer Hitparade)                    | 24             |
| Reino Unido (UK Singles Chart)                 | 7              |
| Reino Unido (OCC UK R&B)                       | 1              |
| Estados Unidos (Billboard Hot 100)             | 4              |
| Estados Unidos (Billboard R&B/Hip-Hop Songs)   | 2              |
| Estados Unidos (Billboard Mainstream Top 40)   | 5              |
| Estados Unidos (Billboard Rhythmic)            | 1              |

| Paradas (2013)                                   | Posição |
| ------------------------------------------------ | ------- |
| Estados Unidos (Billboard Hot 100)               | 22      |
| Estados Unidos (Billboard Hot R&B/Hip-Hop Songs) | 5       |
| Estados Unidos (Billboard Rap Songs)             | 3       |